# Helder Lobato Ribeiro
Helder Lobato Ribeiro, meglio noto come Helder (Belém, 18 luglio 1988), è un ex calciatore brasiliano, di ruolo difensore.

## Carriera
Nel 2016, ha giocato una partita in AFC Champions League e 7 partite in Coppa dell'AFC, tutte con l'Al-Wehdat.

## Palmarès

### Club

#### Competizioni nazionali
- Campionato giordano: 1

Al-Wehdat: 2015-2016